# Verrallina carmenti
Verrallina carmenti är en tvåvingeart som beskrevs av Edwards 1924. Verrallina carmenti ingår i släktet Verrallina och familjen stickmyggor. Inga underarter finns listade i Catalogue of Life.